# The First Day of Love
"The First Day of Love" ("O primeiro dia de amor") foi a canção escolhida para representar a Noruega no  Festival Eurovisão da Canção 1974, interpretada em inglês por Anne Karine Strøm. Foi a primeira vez em que uma inscrição de canção norueguesa foi efetuada sem letra em norueguês. A canção tinha letra de Philip A. Kruse e música e orquestração de Frode Thingnæs.
A canção é uma balada em que  Anne Karine canta sobre o poder regenerativo do amor. Ela canta que toda a gente/o mundo quer amor.
A canção norueguesa foi a quarta a ser interpretada na noite do festival, a seguir à canção espanhola  "Canta y sé feliz", interpretada por Peret e antes da canção grega "Krasi, Thalasa Ke T' Agori Mu", interpretada por Marinella. Apesar de cantar em inglês e não na sua língua nativa, não foi bafejada pela sorte, pois só teve 4 pontos e classificou-se em 14.ª lugar, empatando o último lugar com outros três países (Alemanha, Portugal e Suíça). 
Anne Karine e os membros do coro, Ellen Nikolaysen, Bjørn Kruse e Benny Kruse, já tinha representado a Noruega no Festival Eurovisão da Canção 1973 fazendo parte da banda The Bendik Singers.
Anne Karine, voltou a participar no  Festival Eurovisão da Canção 1976, interpretando o tema "Mata Hari", onde  iria terminar também em último lugar, conseguindo o infeliz recorde de ser a única cantora a ter dois últimos lugares no Festival Eurovisão da Canção.